# Guatteria elegantissima
Guatteria elegantissima este o specie de plante angiosperme din genul Guatteria, familia Annonaceae, descrisă de Robert Elias Fries. Conform Catalogue of Life specia Guatteria elegantissima nu are subspecii cunoscute.